# Jüdischer Friedhof (Hehlen)
Der Jüdische Friedhof Hehlen ist ein jüdischer Friedhof in der niedersächsischen Gemeinde Hehlen (Samtgemeinde Bodenwerder-Polle) im Landkreis Holzminden. Er ist ein geschütztes Kulturdenkmal.
Der 198 m² große Friedhof, der 1740 neu angelegt wurde, liegt an der Kleinbahn außerhalb des Ortes am Steilhang der Weser. Auf ihm befinden sich 21 Grabsteine. Der älteste stammt aus dem Jahr 1828, der jüngste aus dem Jahr 1907. In diesem Jahr fand auch die letzte Beerdigung statt. Der Friedhof wurde 1938 zerstört. Er wurde später wieder hergerichtet.